# Teutschenthal
Teutschenthal – gmina samodzielna w Niemczech, w kraju związkowym Saksonia-Anhalt, w powiecie Saale.
Do 30 czerwca 2007 gmina należała do powiatu Saal, do wspólnoty administracyjnej Würde/Salza.

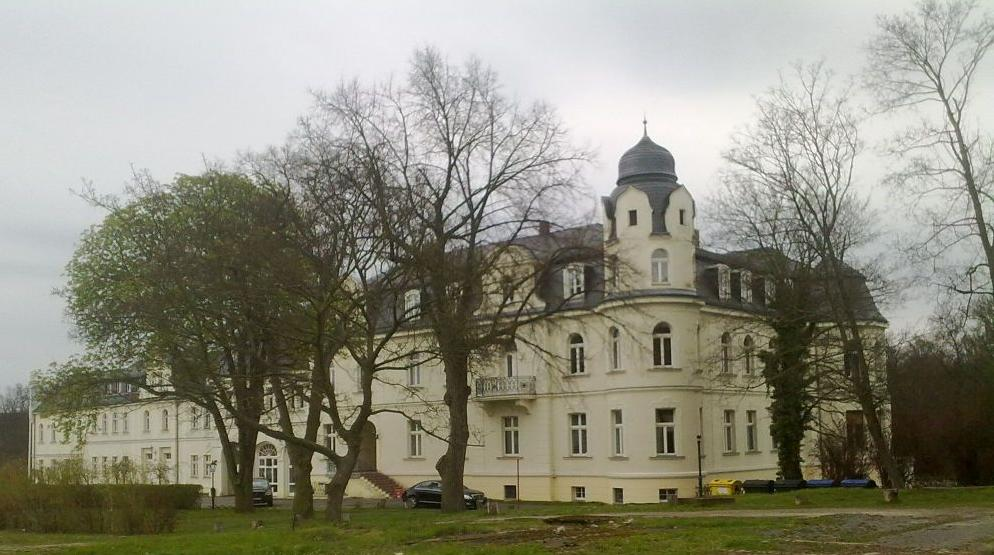
Palace Teutschenthal

## Geografia
Teutschenthal położony jest ok. 12 km na zachód od Halle (Saale).
W skład obszaru gminy samodzielnej wchodzą następujące dzielnice:
- Angersdorf (od 1 września 2010)
- Dornstedt (od 1 stycznia 2010)
- Holleben (od 1 stycznia 2005)
- Langenbogen (od 1 stycznia 2010)
- Steuden (od 1 stycznia 2010)
- Zscherben (od 1 stycznia 2005)